# 下木角乡
下木角乡，曾是中华人民共和国山西省朔州市平鲁区下辖的一个乡镇级行政单位。2021年5月，撤销下木角乡，整建制并入下水头乡。

## 行政区划
下木角乡下辖以下地区：
下木角村、边庄村、白殿沟村、打草坪村、口前村、富家坪村、辛安庄村、西沟村、蒜畔沟村、黑土嘴村、蒿沟村、上木角村、梨园背村、白道沟村和井儿上村。